# Ypsolopha crispulella
Ypsolopha crispulella is een vlinder uit de familie van de spitskopmotten (Ypsolophidae). De wetenschappelijke naam van de soort is als Patagonia crispulella voor het eerst geldig gepubliceerd in 1875 door Berg.